# Dominique Laporte (sommelier)
Pour les articles homonymes, voir Laporte et Dominique Laporte (homonymie).
Dominique Laporte, né le 17 novembre 1972, est un sommelier français. Il devient en 2004 meilleur sommelier de France et obtient le titre de meilleur ouvrier de France en sommellerie.

## Parcours
Après des études hôtelières, Dominique Laporte obtient un BEP restaurant au lycée Jean-Moulin de Béziers, son bac professionnel au lycée du Moulin-à-Vent de Perpignan (1991) et la mention complémentaire « sommelier » au lycée L'étincelle à Nîmes en 1992.
Il exerce ensuite son métier de sommelier dans différents restaurants de palaces, l’Hôtel Meurice à Paris aux côtés du chef Yannick Alléno, le Connaught avec Gordon Ramsay et le Great Eastern Hotel à Londres, ainsi que dans de nombreuses tables et caves telles que le Lucas Carton d'Alain Senderens à Paris, le Château de Lignan à Béziers, les caves Gambetta à Montpellier, le Cerf en Alsace, le restaurant Brunel à Avignon, les Prémices à Bourron-Marlotte, les caves Taillevent et Lavinia à Paris.
Meilleur sommelier de France et meilleur ouvrier de France en sommellerie en 2004, Dominique Laporte dirige une société de conseil spécialisée dans l’animation de soirées autour du vin, l’organisation d’événements œnologiques, la formation de sommeliers, cavistes et restaurateurs. Il participe à l'élaboration de cuvée pour certains domaines, il conçoit également les cartes des vins de restaurants et aide les restaurateurs n’ayant pas de sommelier à offrir à leur clientèle les conseils d’un professionnel et l’opportunité de dénicher des vins à bon rapport prix plaisir sur des cartes renouvelées régulièrement.
Initiateur de l'eaunologie, pour Badoit et Évian, il met en avant les qualités des eaux en expliquant leurs particularités et donnant comme pour les vins leurs capacités à se marier avec les mets.
En mars 2011, l’École du Vin Dominique Laporte, destinée aux particuliers et aux professionnels, a ouvert ses portes à Montpellier.
Ces cours sont maintenant dispensés de manière itinérante chez des restaurateurs ou dans des hôtels.
Il continue les concours, actuellement en préparation pour les prochains meilleur sommelier d'Europe et meilleur sommelier du monde.

## Palmarès
- 1997 : Meilleur jeune sommelier de France.
- 1998 : Master of Port International[6].
- 2004 : 3e Meilleur sommelier d'Europe.
- 2004 : Meilleur sommelier de France[1].
- 2004 : Meilleur ouvrier de France - Sommelier.
- 2020 : Suppléant du candidat français au concours de meilleur sommelier d'Europe[7].